# Video Electronics Standards Association
Video Electronics Standards Association (VESA) —en español, Asociación para Estándares Electrónicos y de Video— es una asociación internacional de fabricantes de electrónica.
Fue fundada por NEC Corporation, en la década de 1980, con el objetivo inicial de desarrollar pantallas de video con una resolución común de 800x600 píxeles. Desde entonces, la VESA ha hecho otros estándares relacionados con funcionalidades de video en periféricos para IBM PC y compatibles, como conectores, BIOS o características de la frecuencia, transmisión y sincronización de la imagen.

## Estándares principales
- Bus VESA (VLB), antes usado como un puerto de alta velocidad para video (antes de la aparición del AGP).
- Flat Display Mounting Interface (soporte VESA), que define un formato estándar para soportes de televisores y monitores planos.
- VESA BIOS Extensions (VBE), usado para crear un estándar que soportase modos de video avanzados (a alta resolución y miles de millones de colores).
- VESA Display Data Channel (DDC), que permite a los monitores autoidentificarse a las tarjetas gráficas a las que están conectados.
  - Sin embargo, el formato actual de identificación es llamado EDID (Extended Display Identification Data).
- VESA Display Power Management Signaling, que permite a los monitores comunicar que tipo de modos de ahorro de energía poseen.
- Digital Packet Video Link.
- Una serie de patentes sobre pantallas planas, conectores de video y sincronización del video digital.